# Marius Porumb
Marius Porumb (n. 9 octombrie 1943, Grozești, județul Lăpușna) este un critic și istoric de artă român nascut in Basarabia. Este membru titular al Academiei Române din 2009. 
Date personale
Data si locul nasterii: 9 octombrie 1943, Grozești, județul Lăpușna
Studii
· 1957-1961: Urmează cursurile pre-universitare la Liceul “Gheorghe Șincai”, actualul Colegiul Național „Gheorghe Șincai” din Baia Mare.
· 1961-1966: Facultatea de Istorie și Filosofie, Universitatea Babeș-Bolyai
· 1973: Doctor în istorie, specialitatea istoria artei, Universitatea Babeș-Bolyai, Cluj-
Napoca (cond. Știintific Acad. Virgil Vătășianu)
2. Specializări
· 1971: Curs de civilizație și cultură bizantină, Ravenna, Italia
· 1977, 1978, 1980, 1981, 1984: Cursuri de civilizație bizantină, Bari, Italia
Experiență științifică și profesională
Evoluție profesională:
· 1966-1990: Cercetător Științific, Institutul de Istorie și Arheologie, Cluj-Napoca
· 1990-1992: Cercetător principal. III, Director adj., Institutul de Arheologie și Istoria
Artei, Cluj-Napoca
· 1992-1994: Cercetător principal II
· 1992-prezent: Director Institutul de Arheologie și Istoria Artei, Cluj-Napoca
· 1993-prezent: Membru corespondent al Academiei Române
· 1994-prezent: Cercetător principal I, Director la Institutul de Arheologie și Istoria
Artei Cluj-Napoca

Activitate didactică
· din 1990: Conducător Științific de doctorat în istorie, specializarea istoria artei,
Universitatea Babeș-Bolyai
· 1990: Cursuri la Universitatea din Chișinău
· 1984-1985: Cursuri postuniversitare la invitația Academiei de Arte București
· din 2000: Profesor asociat la Universitatea Babeș-Bolyai Cluj-Napoca
Limbi străine: franceză, italiană
Funcții și responsabilități
· din 1985: Membru al Institutului Magna Graecia din Taranto – Italia
· 1990-1992: Membru al Comitetului Național a Muzeelor și Colecțiilor
· din 1996: Vicepreședinte Comisia Națională a Monumentelor Istorice
· Membru ICOMOS (Consiliul Internațional pentru protecția monumentelor istorice al
UNESCO)
· Membru CIHA (Consiliul Internațional de Istoria Artei)
· Fondator și redactor responsabil al revistei de artă medievală “Ars Transsilvaniae”
· Membru al Arbeitskreis fur Siebenburgische Landeskunde e.V. Heidelberg
· Președinte al Asociatiei “Ars Transsilvaniae” - România
· Președinte executiv Fundația “Virgil Vătășianu”
· Președinte al Asociației pentru Relații Culturale între România și Italia (ARCRI)
· din 2001: Președinte al Comisiei Naționale a Monumentelor Istorice
3. Membru în colegii de redacție
· Anuarul Institutului de Istorie și Arheologie (Cluj-Napoca)
· Studii și cercetări de istoria artei (București)
· Revue Roumaine de l’histoire de l’art (București)
· Buletinul Comisiei Monumentelor Istorice
· Revista Monumentelor Istorice
· Acta Musei Napocensis
· Ephemeris Napocensis
· Ars Transsilvaniae
Manifestări știintifice internaționale
· 1975: Colocviul internațional de arta postbizantină București-Suceava-Iași
· 1978: Congresul Internațional Magna Graecia și Bizanțul, Taranto, Italia
· 1980: Congresul mondial de istorie, București
· 1980: Colocviul internațional privind arta medievală sud-est europeană, Belgrad,
Iugoslavia
· 1995: Congres Arbeitskreis fur Siebenburgische Landeskunde
· 2002: Simpozionul „Centenar Virgil Vătășianu”
· 2004: Simpozionul româno-italian „Ștefan cel Mare 500”, Roma, Italia
Călătorii de studii
· Italia (1971, 1977, 1978, 1980, 1981, 1984, 1990, 1991, 1997, 1999, 2004)
· Grecia și Muntele Athos (1981)
· Franța (1980)
· Ungaria (1991, 2000)
· Germania (1992, 1995, 1998
Distincții și premii
· 1995: Diploma de onoare a Arhivelor Statului Cluj
· 1997: Diploma de onoare a Muzeului Național Cotroceni
· 2001: Cetățean de onoare al municipiului Baia Mare
· 2002: Cetățean de onoare al municipiului Cluj-Napoca
· 2002: Diploma de onoare a Prefecturii județului Alba
· 2002: Premiul special la Salonul internațional de carte Oradea 2002 pentru vol.
Arta românească, artă europeană. Centenar Virgil Vătășianu.
· 2002: Cavaler al Ordinului Literelor și Artelor al Republicii Franceze
· 2002: Decorat cu Ordinul Steaua României cu rang de Cavaler
· 2003: Decorat cu Crucea Transilvană, Arhiepiscopia Ortodoxa Română a Vadului,
Feleacului și Clujului
· 2004: Laureat al Premiului Virgil Vătășianu, al Fundației Virgil Vătășianu
· 2005: Cetățean de onoare al Comunei Vad, jud. Cluj.
· 2006: Diploma de onoare a Universității 1 decembrie 1918, Alba Iulia
· 2007: Cetățean de onoare al Comunei Câlnic, jud. Alba.